# Comuna Dąbrowa Biskupia
Comuna Dąbrowa Biskupia este o comună (în poloneză: gmina) rurală în powiat Inowrocław, voievodatul Cuiavia și Pomerania, Polonia.
Comuna acoperă o suprafață de 147,44 km² și are, potrivit datelor din anul 2006, o populație de 5.190.